# Genòs (Alta Garona)
Genòs (francès Génos) és un municipi del departament francès de l'Alta Garona, a la regió d'Occitània.